# Ergin Keleş
Ergin Keleş (sinh ngày 1 tháng 1 năm 1987) là một cầu thủ bóng đá Thổ Nhĩ Kỳ thi đấu cho Sivasspor.

## Sự nghiệp
Keleş bắt đầu sự nghiệp bóng đá với câu lạc bộ địa phương Trabzonspor năm 1999. Câu lạc bộ ở Biển Đen giữ Keleş trong 10 năm, nơi Keleş trải qua hầu hết thời gian thi đấu ở đội trẻ. Anh được cho mượn đến Akçaabat Sebatspor và Sakaryaspor trước khi được chuyển đến Manisaspor. Anh gia nhập MKE Ankaragücü vào tháng 1 năm 2011. Sau đó anh chuyển đến Kardemir Karabükspor ngày 31 tháng 1 năm 2012.